# Mạng lưới đa kênh
Một mạng lưới đa kênh là một tổ chức làm việc với các nền tảng video như YouTube, hỗ trợ cho các chủ kênh trong các phần như "sản phẩm, chương trình, gây quỹ, xúc tiến chéo, quản lý đối tác, quản lý quyền kỹ thuật số, kiếm tiền/bán hàng, và/hoặc phát triển khán giả" để đổi lại một số phần trăm lợi nhuận quảng cáo từ kênh.